# Dosenwerfen

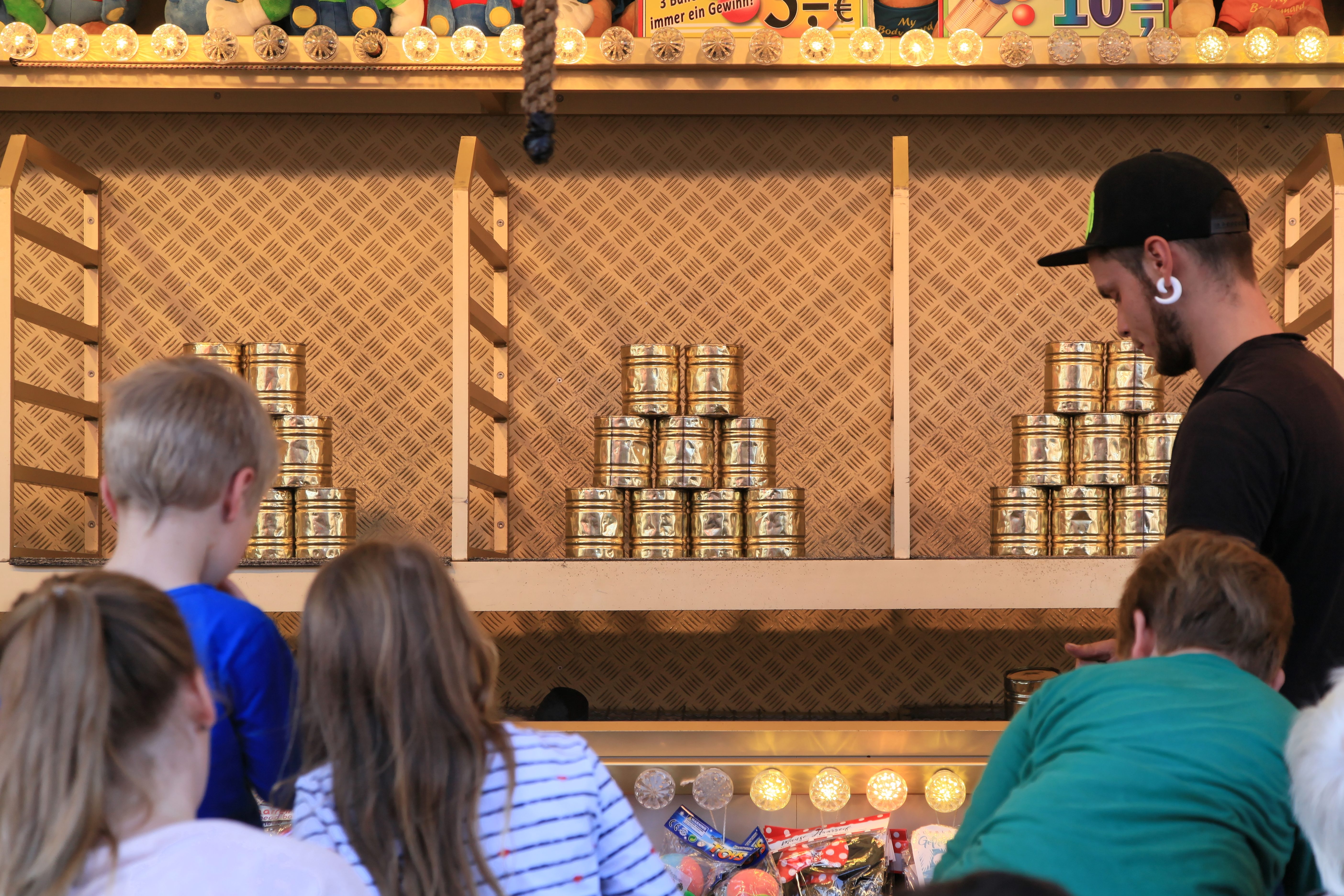
Dosenturm zum Abwerfen vorbereitet, in einer Wurfbude auf einem Volksfest

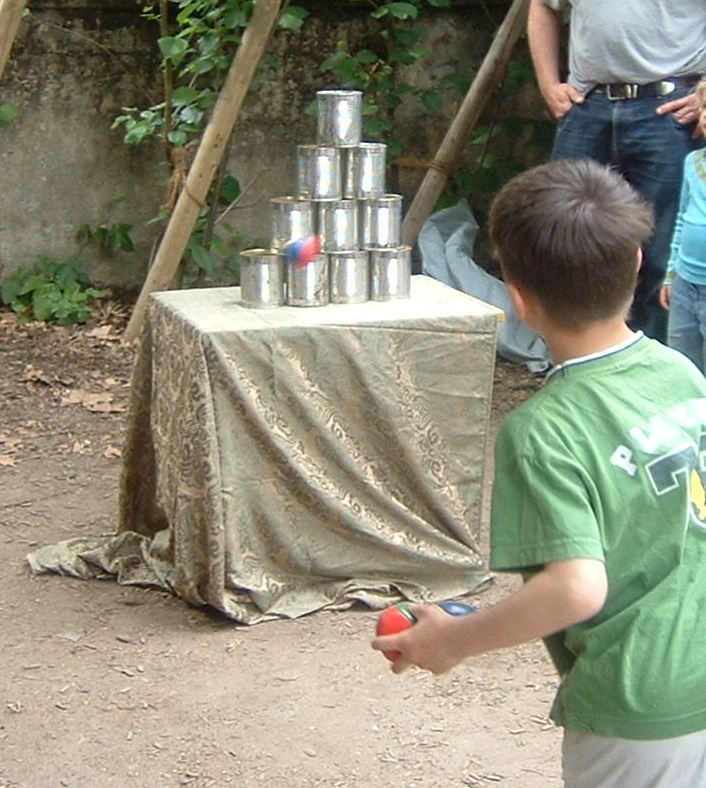
Der erste Ball fliegt …

Dosenwerfen (auch bekannt als Ballwerfen) ist ein Geschicklichkeitsspiel, das man in kommerzieller Form auf Jahrmärkten an Wurfbuden oder Vergnügungsständen findet. Da nur einige leere Konservendosen sowie einige Wurfgegenstände (Bälle oder Ähnliches) benötigt werden, der Materialaufwand demnach sehr gering ist, wird Dosenwerfen auch auf vielen Schulfesten und Kinderfesten angeboten und genutzt.

## Regeln
Um Dosenwerfen zu spielen, werden mehrere meist 500-ml-Dosen pyramidenförmig übereinandergestapelt. Dazu werden drei Dosen in der untersten Reihe nebeneinandergestellt, in der darüber zwei und schließlich oben noch eine. Auch ein Aufbau mit 5 – 4 – 3 – 2 – 1 Dosen ist möglich. Anschließend wird die Dosenpyramide mit etwa tennisballgroßen Bällen aus Stoff beworfen, was zur Folge hat, dass bei Erfolg die Pyramide zumindest in Teilen einstürzt.
Für jede Dose, die nicht mehr steht, gibt es einen Punkt. Meistens hat der Werfer drei Bälle zur Verfügung, um möglichst viele Punkte zu erzielen. Auf vielen Jahrmärkten wird oft nur dann ein Gewinn in Form eines Sachpreises ausgezahlt, wenn es gelingt, alle Dosen von ihrem Standort in das darunter befindliche Auffangnetz zu befördern.

## Geschichte

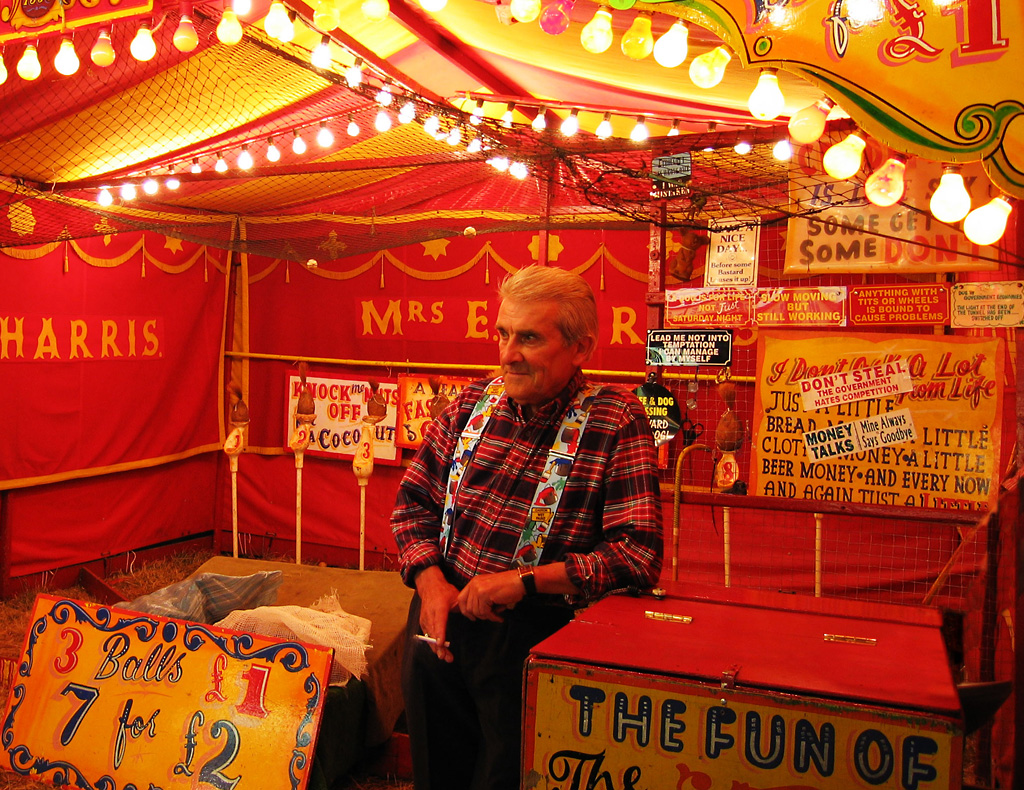
In England wird auf Kokosnussschalen geworfen

Dosenwerfen ist ein eher im deutschsprachigen Raum verbreitetes Unterhaltungsspiel. In Großbritannien nutzt man leere Kokosnussschalen auf Stangen zum Abwerfen.  Dort ist es bereits im Oxford English Dictionary als Coconut shy im Jahre 1903 erwähnt. Bereits 1897 beschreibt der Schriftsteller H. G. Wells ein derartiges Jahrmarktsvergnügen in seiner Erzählung „Der Unsichtbare“.

## Berechnung der Dosenanzahl
Bei diesem typischen Aufbau eines Dosenturms mit {\displaystyle n\in \mathbb {N} } Stockwerken werden {\displaystyle {1 \over 2}n(n+1)} Dosen für den Bau benötigt (Gaußsche Summenformel).